# Новый (Торопецкий район)
Новый — посёлок в Торопецком районе Тверской области России. Входит в состав Плоскошского сельского поселения.

## География
Посёлок расположен в северо-западной части района. Находится на правом берегу реки Большая Ноша (бассейн Куньи). Ближайший населённый пункт — деревня Пестряково.
Расстояния по автодорогам:
- До Торопца — 60 км.
- До Плоскоши — 33 км.
- До Пестряково — 3,3 км.

Климат
Посёлок, как и весь район, относится к умеренному поясу северного полушария и находится в области переходного климата от океанического к материковому. Лето с температурным режимом +15…+20 °С (днём +20…+25 °С), зима умеренно-морозная −10…−15 °С; при вторжении арктических воздушных масс до −30…-40 °С.
Среднегодовая скорость ветра 3,5—4,2 метра в секунду.

## История
В 1996 году в посёлке имелось 14 хозяйств и проживало 23 человека.
До 2005 года посёлок входил в состав упразднённого в настоящее время Пестряковского сельского округа, с 2005 — в составе Плоскошского сельского поселения.

## Население
| 2010 |
| ---- |
| 1    |

В 2002 году население посёлка составляло 10 человек.
Национальный состав
Согласно результатам переписи 2002 года, в национальной структуре населения русские составляли 100 % от жителей.